# Aridany Tenesor
Aridany Tenesor Marrero Hernández (* 1. Oktober 1983 in Telde) ist ein spanischer Fußballspieler auf der Position eines Stürmers.

## Karriere
Tenesor begann seine Karriere in seiner Heimat Gran Canaria bei Puertos Las Palmas. Danach spielte er bei unterklassigen spanischen Vereinen wie Marpequena CF, AD Huracan, UD Villa Santa de Brigada und CD Victoria Tazacorte, ehe er 2010 zum UD Vecindario wechselte. Im Januar 2011 wurde er vom österreichischen Bundesligisten LASK Linz verpflichtet, wo er den Abstieg aus der höchsten österreichischen Spielklasse verhindern sollte. Sein Debüt gab der Stürmer am 12. Februar 2011 gegen den SV Mattersburg, als er durchspielte. Das Spiel wurde mit 0:1 verloren. Insgesamt wurde er neun Mal eingesetzt und erzielte einen Treffer (gegen den späteren Meister SK Sturm Graz). Im April 2011 zog er sich einen Kreuzbandriss zu und konnte den folgenden Abstieg nicht verhindern.